# Sumangala Sharma
Sumangala Sharma, född 30 december 1986, är en indisk bågskytt. Hon deltog vid olympiska sommarspelen 2004.